# Jean d’Estrées (1624–1707)
Jean II d’Estrées (ur. w roku 1624 w Solurze w Szwajcarii, zm. 19 maja 1707 w Paryżu) – francuski marszałek i admirał.
Jean II d’Estrées był potomkiem pikardyjskiej szlachty. Jego ojciec, François-Annibal d’Estrées, był marszałkiem Francji, a jego ciotka, Gabrielle d’Estrées, metresą Henryka IV. Na wzór ojca bardzo wcześnie rozpoczął karierę w armii lądowej. Został pułkownikiem regimentu Nawarry w wieku lat 13 (był to tylko tytuł), maréchal de camp w wieku lat 25 i generałem – porucznikiem (lieutanant-ġénéral) w wieku lat 33. Podczas Frondy pozostał lojalny wobec króla. W roku 1648 walczył w bitwie pod Lens pod dowództwem Kondeusza, a w latach 1652–1653 w Lotaryngii, a następnie Flandrii pod dowództwem Turenne. W roku 1656 dostał się do niewoli w bitwie pod Valenciennes. Walczył także w wojnie dewolucyjnej, to był jednak koniec jego świetnej kariery w armii lądowej, podczas której niewątpliwie wykazał się odwagą, ponieważ doszło do poważnego zajścia pomiędzy nim a wszechwładnym ministrem wojny markizem de Louvois.
W związku z powyższym w roku 1668 za radą Colberta d’Estrées wstąpił do organizowanej przez niego marynarki, gdzie dzięki świetnemu pochodzeniu i koneksjom niemal od razu znalazł się na samym szczycie jej hierarchii. Już na wstępie został mianowany lieutanant-ġénéral floty, a w roku 1669 otrzymał właśnie utworzony stopień wiceadmirała Atlantyku (Vice-amiral du Ponant), obok wiceadmirała Lewantu najwyższy stopień oficerski w marynarce (stanowiska admirała nie obsadzano w ogóle, albo było ono obsadzane przez członka rodziny królewskiej i miało charakter wyłącznie tytularny). Pierwsze morskie doświadczenia d’Estréesa wiązały się z działaniami przeciwko pirackiej republice w Sale w latach 1670 i 1671, które jednak nie przyniosły powodzenia. W roku 1672 został wybrany przez dwór na dowódcę sił morskich skierowanych przeciwko Holandii, i dowodził nimi w bitwach pod Solebay, Schooneveld i Texel. Ta kampania, w której flocie angielsko-francuskiej nie udało się pokonać de Ruytera, obnażyła całą słabość jego morskich kompetencji, ale nie miało to żadnego wpływu na jego dalszą karierę.
Jesienią 1676 r. d’Estrées wyruszył na Antyle, gdzie początkowo odbił Cayenne z rąk holenderskich, lecz przy próbie zdobycia Tobago został odparty w niezwykle zażartej bitwie, ze stratą 1500 marynarzy, przez holenderski dywizjon Jacoba Binckesa. W roku 1677 powrócił na Antyle, odbijając po drodze Gorée i pustosząc afrykańskie faktorie Holendrów, by 12 grudnia z nowymi siłami zdobyć wreszcie Tobago (dzielny Binckes zginął w wyniku eksplozji magazynu amunicji). Wydawało się, że przed admirałem stoją otworem kolejne holenderskie posiadłości, jednak gdy w maju 1678 r. prowadził on swoją flotę w kierunku Curaçao, wpakował ją na skaliste brzegi wyspy Aves. Ten najbardziej kompromitujący błąd nawigacyjny w historii francuskiej marynarki kosztował ją utratę 7 liniowców. Resztki eskadry uratowali francuscy flibustierzy, którzy siłą zdobyli żywność dla głodujących rozbitków w hiszpańskiej Wenezueli.
d’Estrées nie stracił żadnego ze swoich tytułów ani stanowisk, a nawet w roku 1681 został za wcześniejsze zasługi mianowany marszałkiem i tytularnym wicekrólem Ameryki. Pod koniec życia, w roku 1701, otrzymał także stanowisko gubernatora Bretanii. Niemniej odsunięto go od faktycznej komendy. Walczył jeszcze tylko przeciwko berberyjskim korsarzom w roku 1685 i 1688, lecz jak tylu innym także i jemu nie udało się ich zmusiċ do wyrzeczenia się swej profesji.
Zmarł 19 maja 1707 r. w Paryżu. Jego syn, Victor Marie d’Estrées, który od początku związał swoją karierę z flotą, tak samo jak ojciec został admirałem i marszałkiem, a ponadto członkiem Akademii. Drugim jego synem był duchowny i dyplomata Jean III d’Estrées (1666–1718), także członek Akademii Francuskiej.